# Einar Hansen
Einar Arnold Hansen (* 20. Dezember 1898 in Nykøbing Falster; † 26. März 1947 in Kopenhagen) war ein dänischer Ringer. Er war Gewinner einer Bronzemedaille bei der Europameisterschaft 1930 im griechisch-römischen Stil im Halbschwergewicht.

## Werdegang
Einar Hansen war beim Sportklub AK Dan Kopenhagen aktiv. Er rang nur im griechisch-römischen Stil und wurde im Jahre 1925 erstmals dänischer Meister im Mittelgewicht. Bis zum Jahre 1933 gewann er dann diesen Titel insgesamt noch fünfmal, den letzten im Schwergewicht.
An einer internationalen Meisterschaft nahm er erstmals 1927 teil. Er startete bei der Europameisterschaft in Budapest und kam dort im Halbschwergewicht nach Niederlagen gegen Adolf Rieger aus Deutschland und Thure Sjöstedt aus Schweden auf den 7. Platz. Ein Jahr später belegte er bei den Olympischen Spielen in Amsterdam im Halbschwergewicht nach Siegen gegen Robert Gaupseth aus Norwegen und Jan Galuszka aus Polen und Niederlagen gegen den späteren Silbermedaillengewinner Adolf Rieger und den späteren Olympiasieger Ibrahim Mustafa aus Ägypten den 5. Platz.
Bei der Europameisterschaft 1929 in Dortmund gelang Einar Hansen im Halbschwergewicht kein Sieg. Niederlagen musste er von Otto Szelky aus Ungarn und Hjalmar Nyström aus Finnland hinnehmen und landete deshalb nur auf dem 8. Platz.
Das beste Ergebnis seiner Laufbahn erzielte Einar Hansen dann bei der Europameisterschaft 1930 in Stockholm. Er besiegte dort den deutschen Meister Willi Müller und Alfred Teearu aus Estland und verlor nur gegen Carl Westergren aus Schweden. Diese Ergebnisse brachten ihm den 2. Platz und den Gewinn der Silbermedaille im Halbschwergewicht.

## Internationale Erfolge
(OS = Olympische Spiele, EM = Europameisterschaft, Mi = Mittelgewicht (bis 1929 bis 75 kg, danach bis 79 kg Körpergewicht), Hs = Halbschwergewicht (bis 1929 bis 82,5 kg, danach bis 87 kg Körpergewicht), S = Schwergewicht (bis 1929 über 82,5 kg, danach über 87 kg Körpergewicht), GR = griechisch-römischer Stil)
- 1927, 7. Platz, EM in Budapest, GR, Hs, nach Niederlagen gegen Adolf Rieger, Deutschland und Thure Sjöstedt, Schweden;

- 1928, 5. Platz, OS in Amsterdam, GR, Hs, mit Siegen über Robert Gaupseth, Norwegen u. Jan Galuszka, Polen u. Niederlagen gegen Adolf Rieger u. Ibrahim Mustafa, Ägypten;

- 1929, 8. Platz, EM in Dortmund, GR, Hs, nach Niederlagen gegen Otto Szelky, Ungarn u. Hjalmar Nyström, Finnland;

- 1930, 3. Platz, EM in Stockholm, GR, Hs, mit Siegen über Willi Müller, Deutschland u. Alfred Teearu, Estland u. einer Niederlage gegen Carl Westergren, Schweden;

- 1930, 3. Platz, Intern. Turnier in Malmö, GR, Hs, hinter Carl Westergreen u. Rudolf Svensson, bde. Schweden;

- 1931, 3. Platz, Intern. Turnier in Malmö, GR, Hs, hinter Rudolf Svensson u. August Neo, Estland

## Dänische Meisterschaften
- 1925, 1. Platz, GR, Mi,
- 1927, 1. Platz, GR, Mi,
- 1929, 1. Platz, GR, Hs,
- 1930, 1. Platz, GR, Hs,
- 1932, 1. Platz, GR, Hs,
- 1933, 1. Platz, GR, S